# Семіонова Поліна Олександрівна
Поліна Олександрівна Семіонова (рос. Полина Александровна Семионова, 13 вересня 1984, Москва, СРСР) — російська артистка балету та педагог.
Закінчила Московське хореографічне училище (2002). У 2014 році перемогла у  балетному конкурсі Benois de la Danse.
У якості запрошеної балерини танцювали в спектаклях багатьох театрів світу, серед яких Ла Скала, Віденська опера, Баварська державна опера, Штутгартський балет, Англійський національний балет, Великий театр, Маріїнський театр, дрезденська Земпер-опера, Цюріхський балет, Токійський балет, Балет Каліфорнії та ін.

## Біографія
Народилася 13 вересня 1984 року в Москві, в сім'ї біотехнолога і вчительки англійської мови.
У дитинстві займалася фігурним катанням в спорттоваристві ЦСКА, танцювала в ансамблі Гостелерадіо, після чого поступила в Московську державну академію хореографії, де серед однокласників Поліни були її брат Дмитро Семіонов, в останній час виступав солістом Маріїнського театру, і Анастасія Меськова.
У 2001 році, будучи студенткою другого курсу, Семіонова брала участь в IX Міжнародному конкурсі артистів Москви балету і хореографів в, завоювавши I премію і золоту медаль в категорії «молодша група (дуети)» (партнер — Сергій Васюченко). Після закінчення конкурсу також була нагороджена премією імені Анни Павлової фонду «Милосердие».
У 2002 році Поліна  на відмінно закінчила Московську державну академію хореографії за класом Софії Головкіної, після чого була запрошена танцівником Володимиром Малаховим приєднатися до трупи Берлінського державного балету. З 2002 по 2012 рік була солісткою цього театру.
У 2011 році — запрошена солістка балету Американського театру і балетної трупи міланського театру «Ла Скала».
З 2012 року — солістка Американського балетного театру і запрошена солістка Михайлівського театру.
Починаючи  з 2012 року Поліна викладає  в балетній школі  Берлінського державного балету, з 2013 року — професор цієї школи.

## Нагороди
- 2002 — I юнацька премія Міжнародного конкурсу артистів балету в Нагоє (Японія); I премія конкурсу учнів хореографічних училищ Vaganova-Prix (Академия русского балета имени А. Я. Вагановой, Санкт-Петербург).
- 2004 — премія Союзу берлінських любителів театру DAPHNE-Preis (премія Дафни), нагорода була вручена в Берлінському державному оперному театрі «Унтер-ден-Лінден» 10 січня 2005 року.
- 2004 — премія «Будущее» (присуджується Товариство німецьких працівників сцени молодим талановитим танцівникам і хореографам).
- квітень 2005 — приз Союзу німецьких критиків Kritikerpreise.
- 2014 — приз «Бенуа танца» (за партії в спектаклях ABT «Партита Баха» Твайли Тарп, «Тема з вариациямы» Джорджа Баланчина, «Сильфіди» Михайла Фокіна та «Девятая симфония» Алексея Ратманского)

| Персоналії | Це незавершена стаття про особу. Ви можете допомогти проєкту, виправивши або дописавши її. |